# Río Hacha
El río Hacha es uno de los más importantes ríos del municipio colombiano de Florencia en el departamento de Caquetá. Cuenta con 64,5 kilómetros de longitud y en su parte media enmarca la ciudad de Florencia por el norte y occidente, constituyendo un límite natural a su perímetro urbano.

## Geografía
El río Hacha nace en la Cordillera Oriental al noreste de la cabecera municipal de Florencia en el cerro Gabinete, área de la Reserva Forestal de la Amazonia en límites con el departamento del Huila. Su recorrido transcurre en sentido noroeste-sureste, para finalmente desembocar en el río Orteguaza, en jurisdicción del corregimiento de Venecia. Su cota máxima y mínima están estimadas en 2.400 y 240 m s. n. m., respectivamente.
La mayor parte de su curso atraviesa el sector montañoso de la cordillera Oriental hasta la ciudad de Florencia, formando un valle en forma de «V» por donde se desplaza a alta velocidad y en algunos tramos casi en línea recta, convirtiéndose en un río de tipo erosional y de alta amenaza para los barrios ubicados en sus riberas.
A partir de Florencia entra a la altiplanicie amazónica, disminuyendo su velocidad y formando un valle aluvial plano hasta su desembocadura en el río Orteguaza. El río en este tramo es de tipo meándrico y se caracteriza por la presencia de cauces abandonados (paleocauces) o madre viejas que han constituido una serie de lagunas o humedales.

### Clima
El clima de la cuenca del río Hacha corresponde a «tropical lluvioso de selva sin sequía», de acuerdo con la clasificación de Köppen. La precipitación media anual es de 3500 mm; temperatura promedio 27 °C; humedad relativa del 85%; evaporación promedio multianual de 1.262 mm; brillo Solar promedio anual de 1560 horas.

## Contaminación
El principal punto de contaminación se encuentra en la quebrada La Perdiz, tributaria del río Hacha. Los mayores impactos a los que se encuentra sometido son el vertimiento de las aguas residuales de la ciudad de Florencia y la explotación de material de su lecho. La presencia de desechos orgánicos después de recibir las aguas de la quebrada La Perdiz genera un incremento en la conductividad eléctrica, llegando a máximos de 29 μS/cm en el sitio conocido como Puente López, en zona urbana de Florencia, frente a 18 μS/cm registrados a la altura de El Caraño.